# Hípies d'Arcàdia
Hípies o Hípias (grec antic: Ἱππίας, llatí: Hippias) fou el capità d'una companyia de mercenaris arcadis al servei del persa Pisutnes. És esmentat per Tucídides a la història del cinquè any de la guerra del Peloponnès (427 aC). Una facció de la gent de Colofó a Nòcion (depenent de Pèrsia) el va introduir a la ciutat i es va fortificar a una zona; allí va ser assetjat per Paques, que acabava de rendir Mitilene, i que havia estat cridat pels exiliats de l'altra partit. Paques va cridar a una conferència a Hípies i li va donar garantia que podria tornar a la ciutadella, però quan el va tenir a les seves mans el va empresonar i va atacar la ciutadella i la va ocupar; llavors va deixar anar a Hípies cap a la ciutadella i quan hi va arribar el va executar.